# César Martín
César Martín Villar (Oviedo, 3 aprile 1977) è un ex calciatore spagnolo, di ruolo difensore.

## Carriera

### Club
Debuttò con il Real Oviedo nella Primera División a 19 anni il 9 aprile 1995 contro il Real Valladolid. Nel 1999 passò al più blasonato Deportivo de La Coruña per circa 7 milioni di euro. Con il Deportivo giocò fino al 2006 come difensore centrale o terzino prima di passare nello stesso anno al Levante.
Dopo aver giocato anche con il Bolton in Premier League, dal 2007 milita in Segunda División con la maglia dell'Hércules.

### Nazionale
Dopo aver giocato con le nazionali Under-19 e Under-21, César debuttò con la nazionale maggiore il 18 agosto 1999 contro la Polonia a Varsavia.
Fece parte della rosa che affrontò il campionato d'Europa 2004, senza tuttavia mai entrare in campo nella manifestazione.

## Statistiche

### Cronologia presenze e reti in nazionale
| Cronologia completa delle presenze e delle reti in nazionale ― Spagna | Cronologia completa delle presenze e delle reti in nazionale ― Spagna | Cronologia completa delle presenze e delle reti in nazionale ― Spagna | Cronologia completa delle presenze e delle reti in nazionale ― Spagna | Cronologia completa delle presenze e delle reti in nazionale ― Spagna | Cronologia completa delle presenze e delle reti in nazionale ― Spagna | Cronologia completa delle presenze e delle reti in nazionale ― Spagna | Cronologia completa delle presenze e delle reti in nazionale ― Spagna |
| Data                                                                  | Città                                                                 | In casa                                                               | Risultato                                                             | Ospiti                                                                | Competizione                                                          | Reti                                                                  | Note                                                                  |
| --------------------------------------------------------------------- | --------------------------------------------------------------------- | --------------------------------------------------------------------- | --------------------------------------------------------------------- | --------------------------------------------------------------------- | --------------------------------------------------------------------- | --------------------------------------------------------------------- | --------------------------------------------------------------------- |
| 18-8-1999                                                             | Varsavia                                                              | Polonia                                                               | 1 – 2                                                                 | Spagna                                                                | Amichevole                                                            | -                                                                     |                                                                       |
| 8-9-1999                                                              | Badajoz                                                               | Spagna                                                                | 8 – 0                                                                 | Cipro                                                                 | Qual. Euro 2000                                                       | 1                                                                     |                                                                       |
| 10-10-1999                                                            | Albacete                                                              | Spagna                                                                | 3 – 0                                                                 | Israele                                                               | Qual. Euro 2000                                                       | 1                                                                     | 24’                                                                   |
| 27-3-2002                                                             | Rotterdam                                                             | Paesi Bassi                                                           | 1 – 0                                                                 | Spagna                                                                | Amichevole                                                            | -                                                                     | 46’                                                                   |
| 7-9-2002                                                              | Atene                                                                 | Grecia                                                                | 0 – 2                                                                 | Spagna                                                                | Qual. Euro 2004                                                       | -                                                                     | 59’                                                                   |
| 12-2-2003                                                             | Las Palmas                                                            | Spagna                                                                | 3 – 1                                                                 | Germania                                                              | Amichevole                                                            | -                                                                     | 46’                                                                   |
| 29-3-2003                                                             | Kiev                                                                  | Ucraina                                                               | 2 – 2                                                                 | Spagna                                                                | Qual. Euro 2004                                                       | -                                                                     | 72’                                                                   |
| 30-4-2003                                                             | Madrid                                                                | Spagna                                                                | 4 – 0                                                                 | Ecuador                                                               | Amichevole                                                            | -                                                                     | 46’                                                                   |
| 19-11-2003                                                            | Oslo                                                                  | Norvegia                                                              | 0 – 3                                                                 | Spagna                                                                | Qual. Euro 2004                                                       | -                                                                     |                                                                       |
| 31-3-2004                                                             | Gijón                                                                 | Spagna                                                                | 2 – 0                                                                 | Danimarca                                                             | Amichevole                                                            | -                                                                     |                                                                       |
| 28-4-2004                                                             | Genova                                                                | Italia                                                                | 1 – 1                                                                 | Spagna                                                                | Amichevole                                                            | -                                                                     | 63’                                                                   |
| 5-6-2004                                                              | Getafe                                                                | Spagna                                                                | 4 – 0                                                                 | Andorra                                                               | Amichevole                                                            | 1                                                                     | 46’                                                                   |
| Totale                                                                |                                                                       | Presenze                                                              | 12                                                                    |                                                                       | Reti                                                                  | 3                                                                     |                                                                       |

## Palmarès

### Club

#### Competizioni nazionali
- Campionato spagnolo: 1

Deportivo de La Coruña: 1999-2000
- Supercoppa di Spagna: 2

Deportivo de La Coruña: 2000, 2002
- Coppa di Spagna: 1

Deportivo de La Coruña: 2001-2002